# Дагерстоль, Филип
Филип Дагерстоль (швед. Filip Dagerstål; 1 февраля 1997 года, Норрчёпинг) — шведский футболист, защитник клуба «Лех» и сборной Швеции.

## Клубная карьера
Дагерстоль — воспитанник «Норчёппинга». Во взрослом футболе дебютировал в команде «Сюльвия», втором городском клубе. С сезона 2014 года — игрок основной команды «Норрчёпинга». 5 октября 2015 года дебютировал в шведском чемпионате, в поединке против «Гётеборга», заменив на 90-й минуте Альхаджи Камара.
23 января 2021 года подписал контракт с российским клубом «Химки». Дебютировал за «Химки» 6 марта в матче чемпионата против волгоградского «Ротора». В марте 2022 года приостановил контракт с клубом, позже стало известно, что Филип возвращается в «Норрчёпинг» до конца сезона 2021/2022.
Летом 2022 года игрок отказался возвращаться в Химки и был снова отдан в аренду. Сезон 2022/2023 провел в польском клубе "Лех" из города Познань.
За сезон игрок поучаствовал в 20 матчах клуба и отдал 2 голевые передачи. 
После окончания сезона игрок, его агент и ФК Химки приняли решение о прекращении сотрудничества. 
С 1 июля 2023 года Филлип официально станет игроком польского клуба.

## Карьера в сборной
Игрок юношеских сборных Швеции. Принимал участие в качестве основного игрока в отборочных турнирах к юношеским чемпионатам Европы и мира, однако в финальную часть не пробивался.

## Достижения
«Норрчёпинг»
- Чемпион Швеции: 2015
- Суперкубок Швеции: 2015